# Laura Baigorri
Dra. Laura Baigorri Ballarín (Barcelona, 18 de febrero de 1960) es una investigadora teórica feminista española especialista en Arte y Nuevos Medios. Combina su experiencia docente con la investigación, la crítica, la curaduría y la realización de diferentes proyectos para entornos web. Ha organizado numerosos seminarios y exposiciones sobre Arte y Nuevos Medios.

## Trayectoria profesional
Doctora en Bellas Artes por la Faculdad de Bellas Artes de la Universidad de Barcelona con la tesis "Videoarte, primera etapa, 1963-1979: la aparición del vídeo en el contexto social y artístico de los 60/70 y su vinculación a las vanguardias históricas" (17/9/1996). Inicia su actividad docente el año1993 como profesora en la Faculdad de Bellas Artes Universidad de Barcelona y posteriormente, desde abril de 2012, como a directora del Departamento de Diseño e Imagen .
Creadora del recurso de información alternativo El Transmisor y de los recursos de Media Art Arte en Red (1997-2000) y DATA.ART (2001-2008) de la Mediateca de Caixaforum.
Membre del Comité Asesor de Ciberart (2004), "Desafíos para la Identidad Ubiqua", al lado de Annick Bureaud, Roy Ascott, Ricardo Echevarria, José Ramón Alcalá, Antonio Cerveira Pinto y Derrick de Kerckhove. Festival Internacional de Nuevas Tecnologies, Art + Comunicación, presentado en el Palacio Euskalduna de Bilbao en 2004
Entre sus últimos comisariados de exposiciones destacan Homo Ludens Ludens (2008) en el Laboral Centro de Arte y Creación Industrial de Gijón, y la muestra "Videoarde. Video crítico a Latinoamérica y el Caribe" (Red de Centros Culturales de AECID y el Instituto Cervantes) que han circulado por diferentes ciudades del mundo en 2009: México, Montevideo, Quito, Guayaquil, Buenos Aires, Córdoba y Rosario; en el 2010: Manizales, Lima, Cuzco, Asunción, Managua y Miami; en el 2011: Atenas, Estambul y Casablanca; en el 2012: Rio de Janeiro y el monográfico Carta blanca a comisarios, en el programa Metròpolis de RTVE sobre VIDEOARTE (28/10/2012).
En 1994 gana la Beca FotoPres de "La Caixa" con el proyecto fotográfico CO+MEDIA.

## Proyectos de investigación y comités científicos
- Selección: Vídeo espanyol, una intención crítica del fondo de la Mediateca de Caixaforum de Barcelona para la Muestra Audiovisual Internacional Espacios en la Experimentación IV de la Mediateca del MACD, Museo de Arte y Diseño Contemporáneo de San José de Costa Rica. Julio de 2005.
- Comisión: iembro de la comisión científica internacional de Artech 2006. III Conferencia Internacional de Arte Digital y Electrónico. “Linking Frontiers” “Arte, tecnología, ciencia y sociedad”. Organizada por la Universidad de Vigo en Pontevedra. 17 y 18 de noviembre de 2006.
- Miembro del Peer Review Panel (PRP) de LABS, Leonardo Abstracts Service. Base de datos de resúmenes de tesis doctorales, tesinas o trabajos de final de máster en la intersección emergente entre arte, ciencia y tecnología. Organizada por Leonardo, Pomona College y Artnodes. Grupo formado por José Luis Brea, Karin Ohlenschläger, Rodrigo Alonso, Rafael Lozano-Hemmer y dirigido por Pau Alsina. Años 2005, 2006 y 2007.
- Comité de selección de propuestas para Inclusiva-net [Nuevas dinámicas artísticas en formato web 2]. Encuentro organizado por Juan Martín Prada en el Medialab-Matadero de Madrid. 11 a 15 de julio de 2007.[7]
- Miembro del Peer Review Panel (PRP) de LABS, Leonardo Abstracts Service. Base de datos de resúmenes de tesis doctorales, tesinas o trabajos de final de máster en la intersección emergente entre arte, ciencia y tecnología. Organizada por Leonardo, Pomona College y Artnodes. Grupo compuesto por José Luis Brea, Karin Ohlenschläger, Rodrigo Alonso, Rafael Lozano-Hemmer y dirigido por Pau Alsina. Años 2005, 2006 y 2007.
- Comisión. Miembro de la comisión científica internacional de Artech 2008. IV Conferencia Internacional de Arte Digital y Electrónico. Proceedings of the 2008 Conference Proceedings ISBN: 978-989-95776-3-3 en PDF. Organizada por la Universidad Católica Portuguesa de Oporto, Lisboa. 7 y 8 de noviembre de 2008.
- Miembro del comité de expertos 2007/2008 de HAMACA media & video art distribution from Spain. Junto con Chus Martínez, Pedro Jiménez y Gabriel Villota. Del 14 al 16 de enero de 2008.[8]
- Comisión. Miembro del Comité Científico Internacional de la 5ª Conferencia Internacional sobre Artes Digitales Unneeded Conversations. Práctica y Teoría del Arte. Proceedings of the 2010 Conference ISBN: 978-989-96163-1-8 en PDF. Organizada por la Facultad de Bellas Artes de la Universidad de Oporto, Lisboa, en Guimarães, Portugal. 22 y 23 de abril.
- Proyecto de investigación. Generación de un archivo audiovisual en América Latina. Fase 1 ECUADOR. Junto con la Asociación HAMACA. Programa Convocatoria Abierta Permanente para Actividades de Cooperación y Ayuda al Desarrollo. Código oficial: AECID-10-CAP1-0616. Resultado del proyecto: implementación en línea de AANME Archivo Audiovisual Nuevos Medios Ecuador. AECID. Enero a diciembre de 2011.[9]
- Miembro del grupo de investigación I+D Metamétodo: metodologías compartidas y procesos artísticos en la sociedad del conocimiento. Programa Historia y Arte. Código oficial: HAR2010-18453. Departamento de Pintura y Departamento de Diseño e Imagen de la Facultad de Bellas Artes, Universidad de Barcelona. Investigadora principal: Dra. Alicia Vela. Proyectos de Investigación del Ministerio de Ciencia e Innovación. 2011-2013.[10]
- Programa RTVE. Monográfico Carta blanca a comisarios en el programa Metrópolis sobre VIDEOARDE. Vídeo crítico en Latinoamérica y el Caribe. RTVE, Madrid. Emisión el 28 de octubre de 2012.[11]
- Comisión. Miembro del Comité Científico Internacional de la 6ª Conferencia Internacional sobre Artes Digitales Crossing Digital Boundaries, University of Algarve en Faro, Portugal. 8 y 9 de noviembre de 2012.
- Miembro del grupo de investigación I+D Metamétodo II: Arte e investigación en las nuevas formas de la práctica artística y metodologías compartidas en la sociedad del conocimiento. Programa Historia y Arte. Código oficial: HARD2012-39378-CO3-01. Departamento de Pintura y Departamento de Diseño e Imagen de la Facultad de Bellas Artes, Universidad de Barcelona. Investigadora principal: Dra. Alicia Vela. Proyectos de Investigación del Ministerio de Economía y Competitividad. 2012-2015.[12]
- Proyecto de investigación interuniversitario Microorganismos + Visualización de comportamientos + Minirobots. Investigadora colaboradora desde I+D Metamétodo II, Facultad de Bellas Artes de la Universidad de Barcelona (España). Proyecto de: Daniel Álvarez Olmedo - Diego Diez - Ana Laura Cantera (Argentina) - Daniel Escobar Vásquez (Colombia) - Ricardo Iglesias (España). Asesores: Gilberto Esparza y Marcela Armas (México). En el marco de la Maestría en Tecnología y Estética de las Artes Electrónicas de la Universidad Nacional de Tres de Febrero, Buenos Aires, Argentina. Noviembre. (2013-2014).[13][14]
- Miembro del grupo de investigación I+D Impresión Expandida. Departamento de Pintura y Departamento de Diseño e Imagen de la Facultad de Bellas Artes, Universidad de Barcelona. Investigadora principal: Dra. Alicia Vela. Proyectos de Investigación Científica y Desarrollo Tecnológico del Ministerio de Educación y Ciencia. 2007-2010.[15]

## Internet
- Web VIDEOARDE. Proyecto de Vídeo en Latinoamérica. Red de Centros Culturales de AECID. 2009.
- Itinerarios en la Mediateca de Caixaforum Barcelona:
  - Itinerario Programari art. El arte del código. 2005.
  - Itinerario Dreaming Orwell. Vigilancia y privacidad en la red. 2003. Actualizado en 2005.
  - Itinerario Arte y Juego. Deconstrucción de software. 2002. Actualizado en 2005.
  - Itinerario Genes y genomas. La vida artificial en la red. 2002. Actualizado en 2005.
  - Itinerario Data on line. Arte, información y sentido en el territorio del caos. Febrero 2001
- Exposición La Conquista de la Ubiquidad, comisariada por José Luis Brea. Textos en línea y catálogo. Centro Párraga de Murcia, Centro Atlántico de Arte Moderno de Las Palmas de Gran Canaria y Koldo Mitxelena de San Sebastián. Octubre de 2003.
- DATA ART - Directorio en línea sobre arte y nuevas tecnologías creado para ARTENLINEA.NET (2001-2008). Se trata de una herramienta de trabajo que ofrece un acceso interrelacionado y múltiple a partir de una selección de enlaces comentados y una navegación opcional por buscador. Se organiza en tres amplios sectores: crear, explorar y pensar, determinados por el interés o la intención del usuario. Toda la información es de libre acceso. Disponible en español, catalán e inglés.
- Asesora sobre documentación de arte en Internet para la Mediateca de Caixaforum de Barcelona. 2000-2008.[16]
- El Transmisor, directorio de información alternativa (2000-2008). Herramienta de trabajo destinada a facilitar tanto la libre circulación de la información como el acceso a determinados contenidos difícilmente asequibles y cuya difusión no interesa a las corporaciones mediáticas. Disponible en español e inglés.[17][18]
- Directorios específicos sobre Copyright/Anticopyright y sobre Hackers en EVAMP 98 (Encuentros Alter Media) celebrados en Pamplona. 1998.
- Arte en Red. Directorio de Arte Electrónico en la Red. Desde abril de 1997 a abril de 2000. Ubicado en el Instituto Universitario del Audiovisual de la Universidad Pompeu Fabra de Barcelona. Disponible en español e inglés.[19]
- Presentaciones de Arte en Red:
  - Festival Art Futura'98, celebrado en Sevilla. Octubre de 1998.[20]
  - I Festival Mediterr@née de Marsella (Francia). Noviembre de 1998.

#### Menciones y premios deArte en Red
- Mejor página del mes de enero de 1999 en Busco.net.
- Mejores Directorios y Buscadores 1996-1998 y Mejor página del mes de mayo de 1997 en Mundo Latino.
- Mejor página del mes de septiembre de 1997 en Areas.
- Diario El País, suplemento Tentaciones (05/06/1998): seleccionada entre las 100 mejores webs españolas.
- Revista El Paseante, ediciones Siruela (junio de 1998): seleccionada entre las 50 mejores webs internacionales de arte.

## Publicaciones
- El vídeo y las vanguardias históricas. Colección Textos Docentes n.95. Ediciones de la Universidad de Barcelona. 1997.[21]

- Vídeo digital de creación. Manual Universitario. Universitat Oberta de  Catalunya UOC. 2004.[22]

- Net-Art. Prácticas estéticas y políticas en la red. Con Lorda Cilleruelo. Brumaria 6. Asociación Cultural Brumaria y Universidad de Barcelona. Madrid, 2006.[23]

- Presentaciones de Video: PPrimera Etapa y de Net Art. Prácticas estéticas y políticas en la Red. FNAC de La Illa Diagonal de Barcelona, el 13 de junio de 2006. Dorkbot Ciudad de México - Casa Vecina de México DF. A cargo de Fernando Llanos y Arcángel Constantini. 31 de agosto de 2006. Librería La Central de Madrid (Museo Nacional Centro de Arte Reina Sofía). 25 de noviembre de 2006. [24]

- Vídeo Primera Etapa. El vídeo en el contexto social y artístico de los años 60/70. Brumaria 4. Asociación Cultural Brumaria, Madrid. 2004. Premio en la categoría de trabajo publicado en la XVII edición del Premio Espais a la Creación y Crítica de Arte 2005 de la Fundación Espais d’Art Contemporani de Girona. 2ª edición en 2006 – 3ª edición en 2007.[25]

- Vídeo en Latinoamérica. Una historia crítica. Editora: Brumaria 10. Asociación Cultural Brumaria y Red de Centros Culturales de España de AECID. Autores: Rodrigo Alonso y Graciela Taquini (Argentina), Cecilia Bayá Boti (Bolivia), Arlindo Machado y Lucas Bambozzi (Brasil), Alanna Lockward, Ernesto Calvo (Centroamérica), Néstor Olhagaray (Chile), Gilles Charalambos (Colombia), Marialina García Ramos y Meykén Barreto (Cuba), María Belén Moncayo (Ecuador), Raúl Ferrera-Balanquet (EE.UU.-Canadá), Sarah Minter y Fernando Llanos (México), Fernando Moure (Paraguay), José-Carlos Mariátegui (Perú), Enrique Aguerre (Uruguay) y Benjamín Villares (Venezuela). Madrid, mayo de 2008. Este libro se presentó en los Centros Culturales de España de Montevideo, Uruguay (26 de septiembre de 2008); Buenos Aires, Argentina (4 de octubre de 2008); Córdoba, Argentina (4 de noviembre de 2008); Santiago de Chile, Chile (8 de noviembre de 2008); Ciudad de México, México (27 de enero de 2009); Rosario, Argentina (9 de septiembre de 2009); y en la Universidad Andina Simón Bolívar de Quito (1 de julio de 2009). También en el Centro Cultural de España de Lima, Perú (6 de julio de 2010); el Centro Coricancha de Cuzco, Perú (13 de julio de 2010); y Asunción, Paraguay (9 de agosto de 2010).[26]